# 公共服务
公共服务（英語：Public Service，簡稱PS），是指以共同體（community）全體成員為對象的服務。通常由政府，藉由公共部門，或間接的方式，提供給其轄地的的居民。政府轄地的居民的收入水平或智力水平高低不在考慮範圍內，所有人都有資格享受服務。作為服務管理的一部分，這包括為公眾提供公共設施，即交通運輸、天然氣供應、供水和供電、垃圾處理、污水處理、教育和文化設施、醫院、墓地、游泳池、消防隊等基礎設施，但公共服務亦包括無形的部分，如提供安全保障、社會福利、職業培訓等等，涵蓋範圍比公共設施更廣泛。